# Marina (Kalifornia)
Marina város az USA Kalifornia államában, Monterey megyében. Lakosainak száma 22 359 fő (2020. április 1.).

## Népesség
A település népességének változása:
| Lakosok száma | 19 718 | 20 370 | 22 359 |
|               | 2010   | 2013   | 2020   |